# こうえんデビュー
「こうえんデビュー」は、ヤバイTシャツ屋さんのメジャー7枚目（通算10枚目）のシングル。2021年2月10日にユニバーサルシグマよりリリースされた。

## 解説
前作からおよそ11か月ぶりのシングルで、岡崎体育による「くそ現代っ子ごみかす20代」のremixを含め、全4曲が収録されている。収録曲の「Bluetooth Love」は、Huluオリジナルドラマ『マイルノビッチ』の主題歌として書き下ろされた楽曲で、ヤバイTシャツ屋さんとしては初のドラマ主題歌である。また、楽曲が流れる『マイルノビッチ』のオープニング映像にメンバー全員が出演している。
通常盤、初回限定盤、完全生産限定盤の3形態でリリースされ、初回限定盤には特典DVD『ヤバイTシャツ屋さんのこうえんデビューツアー』が付属しており、ヤバイTシャツ屋さんがキャンプをしてオフを満喫する映像が収録されている。完全生産限定盤には前述のDVDに加えて、6th single「げんきいっぱい」以来となる「くそデザインタオル」が付属される。

## 収録曲
全作詞・作曲：こやまたくや
1. くそ現代っ子ごみかす20代
2. Bluetooth Love
Huluオリジナルドラマ『マイルノビッチ』主題歌[3]
3. 2月29日
4. くそ現代っ子ごみかす20代（岡崎体育 remix）